# The Turner Diaries
The Turner Diaries (no Brasil: O Diário de Turner) é um romance fictício de 1978 de William Luther Pierce, publicado sob o pseudônimo de Andrew Macdonald. Descreve uma revolução violenta nos Estados Unidos que leva à derrubada do governo federal, uma guerra nuclear e, finalmente, uma guerra racial que leva ao extermínio sistemático de não-brancos e judeus. Todos os grupos opostos pelo protagonista do romance, Earl Turner - incluindo judeus, não-brancos, "atores liberais" e políticos - são assassinados em massa.
The Turner Diaries foi descrito como sendo "explicitamente racista e antissemita" pelo The New York Times e rotulado como a "bíblia da direita racista" pelo FBI. O livro foi muito influente na formação do nacionalismo branco e no desenvolvimento posterior da teoria da conspiração do genocídio branco. Também inspirou numerosos crimes de ódio e atos de terrorismo, incluindo o assassinato de Alan Berg em 1984, o atentado de 1995 em Oklahoma City e os atentados de Londres em 1999.   

## Sinopse
O protagonista, Earl Turner, participa da derrubada apocalíptica do governo federal dos Estados Unidos (referido como "o Sistema" ao longo do romance). Turner e seus companheiros insurgentes travam uma guerra racial que começa na América do Norte e se espalha para o resto do mundo.

## Trama
Um dispositivo de enquadramento que ocorre em 2099 (100 anos após os eventos descritos) dá ao texto principal do romance um contexto histórico, que é apresentado como o diário de Earl Turner, um membro ativo de um movimento nacionalista branco conhecido como Organização. Depois que o governo federal confiscou todas as armas de fogo civis no país sob a Lei Cohen, Turner e seus colegas levam seu movimento à clandestinidade para travar uma guerra de guerrilha contra o que ele chama de "Sistema", uma rede frouxa das instituições governamentais mais poderosas da América, mídia, sociedade e finanças, que são retratadas como todas lideradas por judeus que conspiram entre si. O Sistema começa implementando inúmeras leis repressivas contra várias formas de preconceito: tornando crime de ódio o fato de brancos se defenderem quando crimes são cometidos contra eles por não-brancos, mesmo após o confisco de todas as armas; e pressionar por novas medidas de vigilância para monitorar seus cidadãos, como exigir que eles possuam um passaporte especial o tempo todo para monitorar permanentemente onde os indivíduos estão. A "Organização" inicia suas campanhas cometendo atos como o bombardeio da sede do FBI e, em seguida, realizando uma campanha implacável e de baixo nível de resistência, assassinato e sabotagem econômica nos Estados Unidos.
Turner desempenha um papel importante nas atividades na área de Washington, D.C.. Quando o Presidente dos Estados Unidos faz um discurso denunciando os racistas e exigindo que todos os membros da Organização sejam levados à justiça, Turner e outros membros da Organização lançam morteiros nas ruas de Washington de longe, forçando o Presidente e outros funcionários do governo a serem evacuado. Em outra cena, Turner assiste a um desfile antirracismo na televisão no qual brancos que não fazem parte do desfile são puxados para o lado e espancados (às vezes até a morte) por manifestantes não brancos; a marcha eventualmente se transforma em um motim em grande escala. A certa altura, a multidão se concentra em um gato branco, levando um manifestante a gritar "Pegue o gato honky!" As façanhas de Turner levam à sua iniciação na "Ordem": um grupo rebelde neonazista secreto. A Ordem está liderando secretamente a Organização e sua existência permanece desconhecida tanto para os membros comuns da Organização quanto para o Sistema. Mais tarde, o esconderijo de Turner é invadido pela polícia. Durante um tiroteio que se seguiu com as autoridades, todos na unidade conseguiram escapar, mas Turner foi capturado depois de quase ser morto. Ele é preso e enviado a uma base militar para interrogatório do FBI e de um oficial da inteligência israelense. Ele é torturado na tentativa de coagir a divulgação de informações, mas resiste. Os interrogadores não conseguem extrair dele as informações mais valiosas, desconhecendo a existência da Ordem. No entanto, ele revela algumas informações para eles. Meses depois, outros membros da Ordem o resgatam da prisão. Eles o informam que ele será punido no futuro por não cometer suicídio para evitar a captura e o interrogatório. Ele reconhece a autoridade da Ordem e se compromete a aceitar qualquer punição que ela impuser, sempre que a impuser.
Eventualmente, a Organização apreende as armas nucleares na Base da Força Aérea de Vandenberg, no sul da Califórnia, e mira mísseis na cidade de Nova York e Tel Aviv. Enquanto está no controle da Califórnia, a Organização limpa etnicamente a área de todos os não arianos, forçando-os a ir para o leste, que ainda é controlado pelo Sistema. Enquanto isso, centenas de milhares de afro-americanos são forçados a ir para o deserto para causar uma crise econômica no sistema de bem-estar do Sistema e todos os judeus são espancados, linchados ou baleados. O conflito racial resultante no leste faz com que muitos brancos "acordem" e comecem a fugir para o sul da Califórnia, que se torna um etnoestado branco. Este conflito racial deliberadamente fomentado, conhecido como "guerra demográfica", começa a trazer novos recrutas tanto para a Organização quanto para a Ordem. Durante esse tempo, a Organização invade um santuário negro e descobre uma operação de canibalismo onde negros sequestram, matam e comem brancos.
A Organização invade as casas de todos os indivíduos que foram relatados como traidores raciais de alguma forma (como juízes, professores, advogados, políticos, clérigos, jornalistas, artistas etc.) vivendo ou casando com não-brancos. Esses indivíduos são arrastados de suas casas e enforcados publicamente nas ruas de Los Angeles em um evento que ficou conhecido como o "Dia da Corda" (1º de agosto de 1993). A maioria dessas execuções públicas é filmada para fins de propaganda. A Organização tem pouca utilidade para a maioria dos americanos "convencionais" brancos. Os da esquerda são vistos pelo narrador como ingênuos ou agentes voluntários dos judeus. Conservadores e libertários são vistos apenas como homens de negócios egoístas ou tolos mal orientados, porque, afirma a Organização, os judeus "assumiram o controle de acordo com a Constituição, de forma justa e honesta". Turner e seus camaradas guardam seu desprezo especial pelas pessoas comuns, que são retratadas como não se preocupando com nada além de serem mantidas confortáveis e entretidas. Assim que a Organização instiga uma guerra nuclear, a Organização abre complexos onde há comida e abrigo - mas aqueles que buscam admissão recebem uma baioneta e são instruídos a voltar com "a cabeça recém-cortada de uma pessoa não branca"; aqueles que não podem ou não querem pagar tal "preço de entrada" são deixados para morrer de fome, pois sua morte "melhoraria a raça".
A Organização então usa sua base de operações no sul da Califórnia e suas armas nucleares para abrir uma guerra mais ampla na qual lança ataques nucleares contra a cidade de Nova York e Israel, inicia uma troca nuclear entre os Estados Unidos e a União Soviética e planta armas nucleares e novas unidades de combate em toda a América do Norte. Muitas das principais cidades dos EUA são destruídas, incluindo Baltimore e Detroit. Enquanto os Estados Unidos estão sendo engolfados por uma guerra civil nuclear, os governos de todo o mundo caem um a um e violentos distúrbios antijudaicos irrompem nas ruas. Depois que as armas nucleares são lançadas contra Israel e Tel Aviv é destruída, os árabes aproveitam a oportunidade e avançam para invadir Israel, principalmente armados com porretes e facas, e matam todos os israelenses. Os governos da França e da Holanda entram em colapso e a União Soviética desmorona enquanto experimenta uma onda de violência antissemita. Enquanto isso, os Estados Unidos são colocados em estado de lei marcial absoluta e transformados em uma ditadura militar. O governo dos Estados Unidos decide lançar uma invasão ao reduto da Organização no sul da Califórnia. Os líderes da Ordem agora informam Earl Turner de sua punição por não ter resistido a seus interrogadores durante seu cativeiro: ele deve pilotar um pulverizador agrícola equipado com uma ogiva nuclear e destruir o Pentágono em um ataque suicida do tipo kamikaze, antes da invasão. pode ser encomendado.
O epílogo resume como a Organização conquistou o resto do mundo e como todas as raças não-brancas foram assassinadas. A África foi invadida; todos os seus habitantes negros foram mortos. Os porto-riquenhos (descritos como uma "raça mestiça repulsiva") foram mortos e Porto Rico foi recolonizado. Depois que a China tenta invadir a Rússia européia, a Organização ataca com armas nucleares, químicas, radiológicas e biológicas, que tornam todo o continente da Ásia inabitável e repleto de "mutantes". Nos Estados Unidos, os últimos não-brancos restantes são caçados, junto com todos os indivíduos que estão envolvidos no crime organizado (como a máfia). Um dos últimos passos para a vitória da Organização é sua trégua com o restante dos generais militares americanos, que concordam em se render se o primeiro jurar não feri-los ou a seus familiares imediatos, o que a Organização aceita. O epílogo conclui com a declaração de que "apenas 110 anos após o nascimento do Grande, o sonho de um mundo branco finalmente se tornou uma certeza... e a Ordem espalharia seu domínio sábio e benevolente sobre a terra para sempre. ." 

## Publicação
The Turner Diaries foi originalmente publicado em forma de série na publicação da National Alliance, Attack! entre 1975 e 1978,  com um capítulo lançado por edição durante este período.  Reações entusiásticas entre simpatizantes racistas levaram Pierce a publicar a história como um livro de bolso em 1978.  O artista Dennis Nix contribuiu com as ilustrações. A história principal foi originalmente ambientada na década de 1980; Pierce mudou para a década de 1990, quando a série foi compilada para ser publicada como um livro em 1978. 
The Turner Diaries foi inicialmente vendido apenas por correspondência da sede da National Alliance em West Virginia. Ele vendeu 200.000 cópias no final dos anos 1990, de acordo com estimativas geralmente consideradas confiáveis pelos estudiosos.   Outras estimativas foram maiores, dando um número de 500.000 cópias vendidas em 2000.

## Comentários
- John Sutherland, em um ensaio de 1996 para a London Review of Books, escreveu: "The Turner Diaries não é o trabalho de um negador do Holocausto (embora Pierce nos dê muito disso), mas sim de um aspirante a repetidor do Holocausto." [12]
- O Simon Wiesenthal Center o chama de "livro do ódio".[21] O livro recebeu críticas do The New York Times, que observou sua influência sobre os supremacistas brancos.[22]
- Kathleen Belew escreveu que algumas ações no ataque ao Capitólio dos Estados Unidos em 2021 pareciam ser inspiradas no "Dia da Corda" do livro e em um ataque ao Congresso no livro. Ela escreveu que o livro "realmente se torna um ponto de referência claro se você olhar as fotos da ação".[23]

## Influência política

### Análise
A Anti-Defamation League identificou The Turner Diaries como "provavelmente o livro mais lido entre os extremistas de extrema direita; muitos [deles] o citaram como a inspiração por trás de sua organização e atividades terroristas". A Política de Classificação de Propaganda de Ódio, Sedição e Traição da Agência de Serviços de Fronteiras do Canadá classificou The Turner Diaries como literatura de propaganda de ódio que não pode ser importada para o Canadá.
A frase "dia da corda" também se tornou comum nos círculos de nacionalistas brancos e da direita alternativa da Internet, referindo-se a um evento no romance em que todos os "traidores da raça" são enforcados publicamente.

### Terrorismo supremacista branco
Os seguintes ataques terroristas foram inspirados em The Turner Diaries:
- A Ordem (1983–84) foi uma organização supremacia branca e terrorista que recebeu o nome da organização política discutida em The Turner Diaries (1978). A Ordem assassinou três pessoas, incluindo o apresentador de rádio Alan Berg, e cometeu vários roubos, operações de falsificação e atos de violência em um esforço para provocar uma guerra racial nos Estados Unidos.[30]
- Timothy McVeigh, que foi condenado por seu papel no atentado de Oklahoma City em 1995, foi encontrado com páginas de The Turner Diaries após o ataque. Seu ataque se assemelhava muito ao bombardeio da sede do FBI no romance.[31]
- John William King foi condenado por assasinar James Byrd, um afro-americano, em Jasper, Texas, em 1998. Enquanto King prendia as pernas de Byrd em seu caminhão, ele teria dito: "Vamos começar The Turner Diaries mais cedo." [32]
- David Copeland, um neonazista britânico que matou três pessoas em uma campanha de bombardeio contra as comunidades negra, asiática e gay de Londres em abril de 1999, citou The Turner Diaries enquanto era entrevistado pela polícia.[33]
- Uma cópia de The Turner Diaries e outras propagandas neonazistas foram encontradas na casa de Jacob D. Robida, que atacou três homens em um bar gay em New Bedford, Massachusetts, em 2006. Robida fugiu, matando um refém e um policial antes de cometer suicídio.[34]
- Uma cópia de The Turner Diaries e propaganda neonazista e itens associados à supremacia branca e ao nazismo foram encontrados na casa de Zack Davies, que foi condenado por uma tentativa de assassinato racista em Mold, Flintshire, Reino Unido, em setembro de 2015.[35]
- A Resistência Nacional-Socialista usou o Turner Tagebücher para formar pelo menos parte de sua base ideológica.[36] Os membros Uwe Böhnhardt, Uwe Mundlos e Beate Zschäpe assassinaram nove imigrantes entre 9 de setembro de 2000 e 25 de abril de 2007. Uma cópia do Turner Tagebücher foi encontrada no disco rígido queimado do trio depois que Böhnhardt e Mundlos cometeram suicídio e incendiaram sua van em 4 de novembro de 2011.[37][38] O Turner Tagebücher foi proibido na Alemanha desde abril de 2006.[39]

## Remoção
No final de 2020, a livraria online Amazon removeu todas as cópias impressas e digitais novas e usadas de The Turner Diaries de sua plataforma de venda de livros, incluindo todas as subsidiárias (AbeBooks, The Book Depository), interrompendo efetivamente as vendas do título no mercado de livros digitais. Embora a Amazon não tenha declarado um motivo específico para a remoção, ela seguiu o expurgo da empresa de vários títulos autopublicados e de pequena imprensa relacionados ao QAnon de sua plataforma. O site de catalogação social e resenha de livros Goodreads, outra subsidiária da Amazon, também eliminou os metadados de seu registro para todas as edições de The Turner Diaries, substituindo o autor e o campo do título por "NOT A BOOK", um apelido designado normalmente usado pela plataforma para eliminar itens não relacionados a livros com números ISBN, bem como títulos plagiados, de seu catálogo.
No Canadá, The Turner Diaries é um dos muitos títulos considerados pelo governo do Canadá como "obscenos" e "propaganda de ódio" de acordo com o Código Penal. O título é um dos inúmeros títulos a serem confiscados quando descobertos em entregas postais dentro da extensa Lista Trimestral de Publicações Proibidas do Canadá, embora cópias impressas do livro ainda cheguem aos compradores canadenses sem confisco, geralmente por serem marcadas simplesmente como "Livro Usado" no envio. rótulos em vez de listar The Turner Diaries por título específico. De acordo com a Universidade Metropolitana de Toronto, "Hoje, os funcionários da Agência de Serviços de Fronteira do Canadá proíbem publicações que consideram obscenas ou propaganda de ódio. Os funcionários derivam seu poder do Item Tarifário 9899.00.00. A maioria de suas decisões nunca são apeladas a um tribunal aberto." 

## Na mídia
O filme "A Ordem", 2024, retrata um desses episódios. Estrelado por Jude Law, a narrativa é inspirada na história real de uma organização terrorista homônima da década de 1980. O longa tem roteiro de Zach Baylin e foi dirigido por Justin Kurzel.